# Białka szoku cieplnego

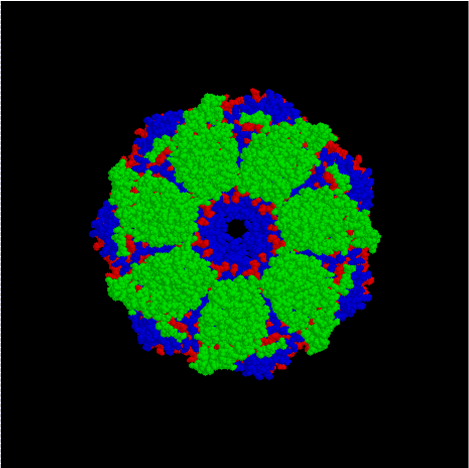
Model cząsteczki białka GroES/GroEL

Białka szoku cieplnego (ang. heat shock proteins, HSP) – grupa białek, których ekspresja wzrasta, kiedy komórki są narażone na działanie czynników stresowych, m.in. podwyższonej temperatury, ale również niskiej temperatury, stresu solnego, osmotycznego i metali ciężkich. Ich produkcja może wzrastać także w odpowiedzi na: infekcje, zapalenie, działanie toksyn, promieniowanie UV, głodzenie, niedotlenienie itp. Część HSP jest produkowana w komórce cały czas.
HSP działają jako białka opiekuńcze, odpowiedzialne za prawidłowe zwijanie się innych białek, ich oligomeryzację, translokację oraz degradację. Funkcje HSP są podobne u wszystkich organizmów żywych. Ich sekwencja aminokwasowa jest silnie konserwatywna. Występują zarówno u organizmów prokariotycznych jak i eukariotycznych. Po raz pierwszy zostały odkryte u muszki owocowej.
Ze względu na masę cząsteczkową (wyrażaną w kDa) białka szoku cieplnego dzieli się na pięć głównych rodzin: niskocząsteczkowe, hsp60, hsp70, hsp90 i hsp100.